# Banki, Odisha
Bānki är en ort i Indien.   Den ligger i distriktet Cuttack och delstaten Odisha, i den östra delen av landet, 1 200 km sydost om huvudstaden New Delhi. Bānki ligger 42 meter över havet och antalet invånare är 16 555.
Terrängen runt Bānki är platt. Runt Bānki är det tätbefolkat, med 442 invånare per kvadratkilometer. Närmaste större samhälle är Āthagarh, 18,8 km nordost om Bānki. Omgivningarna runt Bānki är en mosaik av jordbruksmark och naturlig växtlighet.